# テレハンドラー

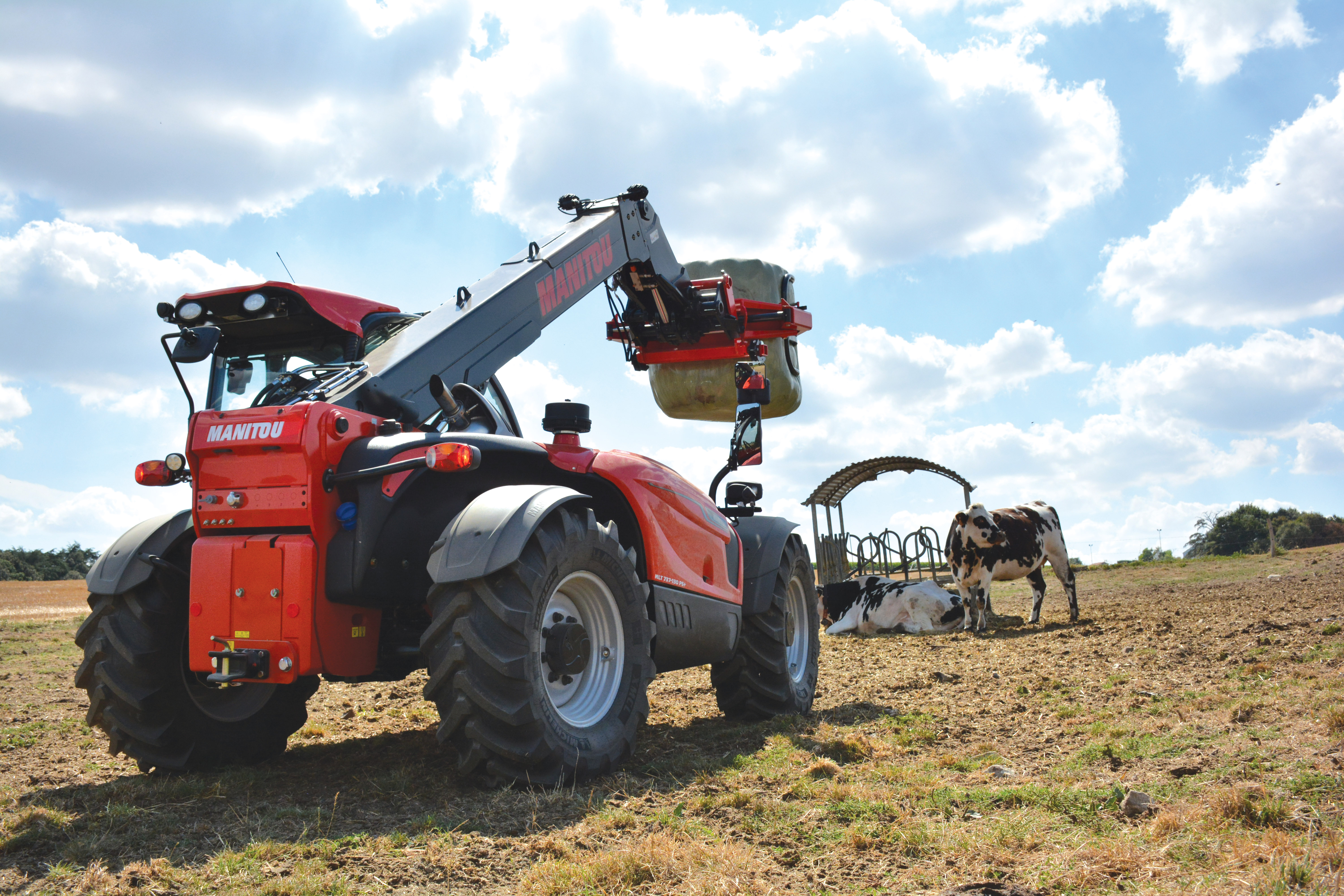
テレハンドラー

テレハンドラー(telehandler)、またはテレスコピック・ハンドラー(telescopic handler)とは、農業や産業分野で幅広く使われる荷役車両の一種である。

## 概要
これは外観と機能においてフォークリフトと同様であり、移動式クレーンのような一本の伸縮式ブームを中央に備え、車両の前方や上方にブームを伸ばすことが出来る。日本ではJIS D 6201：2017のフォークリフトトラックの定義中の「フォークなどを上下させるマストを備えた」に該当しないので、法的にフォークリフト扱いされない。ブームの先端にはバケットやパレットフォーク、堆肥グラップル、リフトテーブル等を取りつけることが出来る。最近のテレハンドラーは四輪操舵を備え、逆位相に操舵して小回りしたり、同位相でいわゆるカニ走りを行うことが出来る。

## 歴史
テレハンドラーの草分けとなったのは、イギリス南部サリー州の町ホーレイにあるMatbro社で、オフロードを走行する中折式林業用フォークリフトがテレハンドラーの元になっている。最初、同社はTeleram40型で中折れ式車両の前部中央に伸縮式のブームを、後部に運転席を配置していたが、その後リジット式シャーシの後部にブームを配置して運転席をその横に配置した方式が一般的になった。

## 用途
テレハンドラーの最も一般的なアタッチメントはパレットフォークであり、従来のフォークリフトでは届かない場所での荷役作業に使われる。例えば、テレハンドラーはパレットに積まれた荷物をトラックから降ろし、そのまま屋根や高い場所にパレットを置くことが出来る。クレーンを使う作業方法よりもテレハンドラーを使ったほうが、より効率的な場合がある。
農業での用途は、畜産分野では牧草やサイレージ、堆肥等の荷役作業、特にそれらを高く積み上げる必要がある場合に、畑作では畑から作物を搬出してトラックに積みこむための不整地を走行できるフォークリフト代りとして主に利用される。

## 安全性
このテレハンドラーの利点には大きな制限があり、ブームを伸ばしたり荷を積んでいる時、後部にバランスウエイトを装備しているにもかかわらず、てこの作用で不安定になり易いことである。これはテレハンドラーの許容する積載量がブームを伸ばしたり、高く持上げた時に急速に低下することを意味する。例えばブームを完全に縮めた状態で2tの荷を持上げる能力があるテレハンドラーでも、ブームを完全に伸ばすと160kg程度しか持上げられないことがある。そのため、操縦者が荷を持上げることが出来るか判断するのを補助するために、ブームの角度及び長さから許容荷重を読み取る荷重表を備えている。これを誤ると、たいていのテレハンドラーは荷重の限界を超えたことをセンサーが感知してコンピュータが警告を発したり、操縦者の操作を遮断したりする。また、中にはテレハンドラーが停車しているときの持上げ能力を向上させるために、ラフテレーンクレーンのようなアウトリガーを前部に装備する車種もある。